# Neostasina
Genre
Neostasina est un genre d'araignées aranéomorphes de la famille des Sparassidae.

## Distribution
Les espèces de ce genre sont endémiques des Antilles.

## Liste des espèces
Selon World Spider Catalog (version 26, 29/07/2025) :
- Neostasina aceitillar Rheims & Alayón, 2022
- Neostasina amalie Rheims & Alayón, 2016
- Neostasina antiguensis (Bryant, 1923)
- Neostasina bani Rheims & Alayón, 2022
- Neostasina baoruco Rheims & Alayón, 2016
- Neostasina bermudezi Rheims & Alayón, 2016
- Neostasina bicolor (Banks, 1914)
- Neostasina bryantae Rheims & Alayón, 2016
- Neostasina cachote Rheims & Alayón, 2016
- Neostasina croix Rheims & Alayón, 2016
- Neostasina demaco Rheims & Alayón, 2022
- Neostasina elverde Rheims & Alayón, 2016
- Neostasina granpiedra Rheims & Alayón, 2016
- Neostasina guanaboa Rheims & Alayón, 2016
- Neostasina gunboat Rheims & Alayón, 2016
- Neostasina gwadloupensis Bourgeois, Lara-Cabello & Réveillion, 2025
- Neostasina iberia Rheims & Alayón, 2016
- Neostasina jamaicana Rheims & Alayón, 2016
- Neostasina juanita Rheims & Alayón, 2022
- Neostasina liguanea Rheims & Alayón, 2016
- Neostasina lucasi (Bryant, 1940)
- Neostasina lucea Rheims & Alayón, 2016
- Neostasina macleayi (Bryant, 1940)
- Neostasina maisi Rheims & Alayón, 2022
- Neostasina mammee Rheims & Alayón, 2016
- Neostasina maroon Rheims & Alayón, 2016
- Neostasina montegordo Rheims & Alayón, 2016
- Neostasina oualie Rheims & Alayón, 2016
- Neostasina paraiso Rheims & Alayón, 2022
- Neostasina saetosa (Bryant, 1948)
- Neostasina siempreverde Rheims & Alayón, 2016
- Neostasina taino Rheims & Alayón, 2016
- Neostasina toronegro Rheims & Alayón, 2022
- Neostasina turquino Rheims & Alayón, 2016
- Neostasina virginensis Rheims & Alayón, 2016

## Systématique et taxinomie
Ce genre a été décrit par Rheims et Alayón en 2016 dans les Sparassidae.

## Publication originale
- Rheims & Alayón, 2016 : « Neostasina gen. nov., a new genus of huntsman spiders from the Neotropical region (Araneae, Sparassidae, Sparianthinae). » Zootaxa, no 4079(3), p. 301-344.